# Simon Vandenbroucke
Simon Vandenbroucke né le 6 juin 1999, est un joueur belge de hockey sur gazon. Il évolue au poste de gardien de but au Waterloo Ducks et avec l'équipe nationale belge.
Il a fait ses débuts le 26 février 2019 lors du match amical face à la Russie.
Il a remporté la deuxième saison de la Ligue professionnelle (2020-2021).

## Palmarès
- 1er à la Ligue professionnelle 2020-2021[4]